# Pseudonortonia pretiosissima
Pseudonortonia pretiosissima är en stekelart som beskrevs av Giordani Soika 1943. Pseudonortonia pretiosissima ingår i släktet Pseudonortonia och familjen Eumenidae. Inga underarter finns listade i Catalogue of Life.